# La ciudad de los Poppets
La ciudad de los Poppets (también conocida como PoppetsTown) es una serie de televisión infantil animada canadiense, española y japonesa producida por Decode Entertainment y Neptuno Films en asociación con OLC Rights Entertainment. Está basado en los personajes creados por el autor japonés Jun Ichihara. La serie se emitió en Knowledge Kids y TVOKids en Canadá.
mientras que en España se transmitió por Playhouse Disney, mismo canal que transmitió el programa para Latinoamérica.

## Trama
La trama se centra en as aventuras de Bingo y sus mejores amigos Patty y Oso Bobby mientras resuelven problemas cotidianos con sus otros amigos en La Ciudad de los Poppets.

## Personajes

### Personajes principales
- Bingo es un perro antropomórfico azul que no lleva ropa (excepto el casco, el collar rojo y la mochila) y le encanta andar en patinete. También le gusta ser rapero.

- Patty es una chica gato antropomórfica amarilla que viste un vestido rosa con flores claras y un pañuelo azul en el cuello. También le encanta montar en su helicóptero llamado "Patter-Patter" y lleva una laptop cuando sus amigos necesitan más información. Su instrumento favorito es la batería.

- Oso Bobby es un oso antropomórfico naranja que viste una camiseta amarilla con lunares rosas y un sombrero azul. También le encanta pasear en su camioneta llamada "Casa Club" y lleva una cámara colgada del cuello cuando toma fotos. Su instrumento favorito es la guitarra.

### Personajes Secundarios
- Alli es un caimán antropomórfico con un toque de jazz que viste una camisa a rayas rojas y blancas, un sombrero rojo y gafas. También trabaja en una tienda de música y conduce un coche con forma de mariquita. Sus instrumentos favoritos son el saxofón, el piano y el teclado.

- Cocori es una chica pollita antropomórfica que viste una camisa rosa y una bufanda azul. Lleva un casco rojo y patines. También trabaja en una cafetería y conduce un coche con forma de huevo. Su pasatiempo favorito es preparar batidos.

- Coky es una cebra antropomórfica de rayas rojas y blancas que no lleva ropa. También le gusta vigilar los cruces de caminos y monta un caballo de madera azul.

- Capitán Cap es una oveja que solía ser pirata y conduce un barco de patos.

- Los Naka-Nakas son un trío de hermanos monos antropomórficos. Son tres: Robin, Jojo y Nicky, que llevan una camisa a rayas, una bufanda de cinta y un sombrero gracioso. Además, les encanta montar en su coche con forma de plátano. Su instrumento favorito es el bongó.

## Doblaje
- Bingo: Andrés Sáez
- Patty: Carolina Highet
- Oso Bobby: Cu Salazar
- Cocori: Mia Ella Mimica
- Capitán Cap: Rodrigo Saavedra
- Los Naka-Nakas: Ariela Yuri

### Voces adicionales
- Andrés Sáez
- Miriam Aguilar

## Episodios
1. El helado/Bajo el arco iris
2. La mariposa/Tutti-frutti
3. El baile de la luna/Montones de hojas
4. Un camino para las ranas/Demasiados cocineros
5. Poppets en escabeche/Una canción para Cozy
6. Volando cometas/El castillo de Poppets Town
7. La fiesta hawaiana/El día de Poppets Town
8. El tesoro/Polen en el aire
9. El misterio del Monte Poppet/Los patos de goma
10. Las cajas de Bobby/Adiós, pajarito
11. Ver la abeja/Problemas con la casa del árbol
12. Ver La historia interminable de Patty/El problema con las burbujas
13. Ver Baño para pájaro/Encuentra a los Naka-Nakas
14. Fiesta primaveral del huevo/El no error de Patty
15. Poppoween/El sueño misterioso
16. Luces fuera/Naka-Naka sigue el paso
17. Entonces llegó la araña/Sombras chinescas
18. Pobre Blooter/Un triste día de lluvia
19. Patty y las asombrosas ardillas voladoras/Energía para la casa móvil
20. Silba mientras trabajas/Los hermanos Wacka-wacka
21. ¿Dónde es la fiesta?/El agua misteriosa
22. El hipo de Blooter/El hada Patty
23. El día del contrario/Aleteo de gallina
24. Súper Blooter/Chester el cangrejo
25. La fiesta del solsticio/Las tarjetas de Sam Valentín
26. Poppets detectives/En busca del paquete perdido

## Emisión Internacional
- Canadá: TVOKids y Knowledge Network
- Reino Unido:  Playhouse Disney
- Australia y  Nueva Zelanda: ABC Kids y Playhouse Disney
- Estados Unidos: Discovery Familia
- España: Playhouse Disney y Disney Channel
- Japón: Disney Channel y Disney Junior